# Koku
El koku (石) era una unitat de volum al Japó, equivalent a deu shaku cúbics. Per definició, 3,5937 koku són equivalents a un metre cúbic, o un koku és aproximadament 278,3 litres. El koku va ser originalment definit per la quantitat d'arròs històricament suficient per alimentar una persona un any (un masu era la quantitat d'arròs suficient per alimentar una persona un dia). Un koku d'arròs té un pes d'uns 150 kilograms.
El 1891, un petit koku va ser definit com aquell koku equivalent exactament a 240100/1331 litres, que és aproximadament 180.39 litres.
Durant el període Edo de la història del Japó, cada han (feu) tenia una valoració de la seva riquesa, i el koku n'era la unitat de mesura. El han més petit era de 10.000 koku i el més gran (a excepció dels dominis del shogun) era el Kaga han anomenat també com el domini del milió de kokus. Molts samurais, incloent-hi els hatamoto, rebien estipendis en koku, mentre alguns els rebien en salaris. Als dominis de Tōhoku i Hokkaidō, on l'arròs no pot ser cultivat, l'economia també es mesurava amb koku, però no estava ajustat any per any. Hi havia han amb una economia més gran de la que els koku indicava i els permetia fons per desenvolupar projectes.
El koku també va ser utilitzat per mesurar el pes que podia transportar un vaixell quan tota la seva càrrega era d'arròs. Els vaixells més petits podien portar 50 koku (7,5 tones) i els més grans 1.000 kokus (150 tones).
Al període Meiji (1868-1912), les unitats japoneses com el koku van ser abolides i el sistema mètric va ser instal·lat.
El Hyakumangoku Matsuri (Festival del Milió de Koku) a Kanazawa celebra l'arribada de Maeda Toshiie a la ciutat el 1583, tot i que els ingressos de Maeda no van aconseguir arribar al milió de koku fins a la batalla de Sekigahara el 1600.
El koku encara es fa servir habitualment en la indústria de la fusta al Japó.